# 六条奈美子
六条 奈美子（ろくじょう なみこ、1902年1月25日 - 1982年1月21日）は、日本の女優。本名は石川 マキ（いしかわ まき）、デビュー後、第二次世界大戦前には六條 浪子（読み同）と名乗った。現在の劇団ひまわりの前身「技芸座」の創始者である。

## 人物・来歴
1902年（明治35年）1月25日、新潟県新潟市に生まれる。
1920年（大正9年）に松竹キネマ（現在の松竹）が開設した松竹蒲田撮影所に入所、1921年（大正10年）、「六條浪子」の名で、田中欽之監督、関根達発主演のサイレント映画『親なき娘』に出演した。その後、岡田嘉子、山田隆弥らの新劇の劇団「舞台協会」に入団、1923年（大正12年）の日活向島撮影所と同劇団の出演提携の際に3本の映画に出演している。同撮影所は、同年9月1日の関東大震災で壊滅、日活京都撮影所に合流するが、六条ら舞台協会は、西宮に移り、1925年（大正14年）、東亜キネマ甲陽撮影所で、谷崎潤一郎原作、阪田重則監督の『お艶殺し』に出演している。
1933年（昭和8年）、技芸座（現在の劇団ひまわり）を結成した。
戦後は時代劇に転向し、東映京都撮影所、ついで松竹京都撮影所の剣戟映画等に出演した。1962年（昭和37年）には映画界を脱し、テレビ映画に進出した。
1982年（昭和57年）1月21日に死去した。満79歳没。

## フィルモグラフィ
六條浪子
- 『親なき娘』 : 監督田中欽之、脚本池田義臣、松竹蒲田撮影所、1921年
- 『髑髏の舞』 : 監督・原作・脚本田中栄三、日活向島撮影所、1923年 - 蘭香の女弟子新子
- 『三つの魂』 : 監督田中栄三、原作・脚本伊藤松雄、日活向島撮影所、1923年
- 『血の洗礼』 : 監督若山治、原作・脚本秦哀美、日活向島撮影所、1923年
- 『お艶殺し』 : 監督・脚本阪田重則、原作谷崎潤一郎、東亜キネマ甲陽撮影所、1925年 - 清次の女房
- 『少年鼓手』 : 監督・脚本帰山教正、原作デ・アミチス『クオレ』、1926年 - 慈悲深き母
- 『不滅の光明』 : 監督三沢偶伴、原作前田曙山、脚本長里清、1927年 - 巡回映画

六条奈美子
- 『透明人間現わる』 : 監督安達伸生、原案髙木彬光、脚本安達伸生、大映、1949年  - 中里敏子
- 『遙かなり母の国』 : 監督伊藤大輔、脚本依田義賢、大映東京撮影所、1950年
- 『江戸恋双六』 : 監督萩原遼、脚本犬塚稔、東映京都撮影所、1951年
- 『新諸国物語 笛吹童子 第三部 満月城の凱歌』 : 監督萩原遼、原作北村寿夫、脚本小川正、東映京都撮影所、1954年  - 藤江
- 『唄しぐれ おしどり若衆』 : 監督佐々木康、原作三上於菟吉、脚本西条照太郎・加藤泰 、東映京都撮影所、1954年
- 『怪談牡丹燈籠』 : 監督・脚本野淵昶、東映京都撮影所、1955年 - お米
- 『赤穂浪士 天の巻 地の巻』 : 監督松田定次、原作大仏次郎、脚本新藤兼人、東映京都撮影所、1956年 - 弥兵衛の妻 若
- 『異国物語 ヒマラヤの魔王』 : 監督河野寿一、原作大林清、脚本結束信二、東映京都撮影所、1956年
- 『異国物語 ヒマラヤの魔王 双竜篇』 : 監督河野寿一、原作大林清、脚本結束信二、東映京都撮影所、1956年
- 『異国物語 ヒマラヤの魔王 日月篇』 : 監督河野寿一、原作大林清、脚本結束信二、東映京都撮影所、1956年
- 『赤城の血煙 国定忠治』 : 監督福田晴一、原作子母沢寛、脚本杉山義三・永江勇 、松竹京都撮影所、1957年
- 『妻恋道中』 : 監督的井邦雄、脚本浪江浩、松竹京都撮影所、1958年
- 『裁かれる越前守』 : 監督田中徳三、脚本浪江浩、大映京都撮影所、1962年

## ビブリオグラフィ
- 『流れ星』 - 戯曲集[1]

## 註
1. 1 2 3 4 5 6 7 8 9  六条奈美子、『講談社 日本人名大辞典』、講談社、コトバンク、2010年1月5日閲覧。
2. ↑  六条奈美子外アソシエーツ「新撰 芸能人物事典　明治～平成」コトバンク
3. 1 2 3  六條浪子、日本映画データベース、2010年1月5日閲覧。
4. ↑  六条奈美子、日本映画データベース、2010年1月5日閲覧。